# Make It Rain Champagne
«Make It Rain Champagne» — пісня Вєрки Сердючки. Її авторами стали шведські музиканти Андреас Ерн і Пітер Бострем.
Пісня була випущена 13 грудня 2019 року, після майже чотирирічної перерви в кар'єрі Сердючки. Вона стала лід-синглом на підтримку мініальбому Sexy, виданого в 2020 році.
Вєрка Сердючка виконала пісню Вперше 26 грудня 2019 року в ефірі програми «Вечір прем'єр» з Катериною Осадчою. Також живі виступи з піснею відбулися на програмі «Х-фактор» і на фіналі Національного відбору на Євробачення.
Пісня мала успіх у слухачів, навіть увійшла до першої десятки українського радіочарта Tophit. У соціальних мережах навіть запропонували відправити Сердючку на Євробачення ще раз з цією піснею.

## Чарти
| Чарт (2020)              | Позиція |
| ------------------------ | ------- |
| СНД (Tophit)             | 98      |
| Україна (ФДР)            | 15      |
| Ukraine Airplay (Tophit) | 7       |
| Київ (Tophit)            | 16      |